# Further Still
Further Still — пятый студийный альбом американской блэк-метал-группы Bosse-de-Nage, выпущенный 14 сентября 2018 года на лейбле Flenser Records.

## Отзывы критиков
| Оценки критиков | Оценки критиков |
| Источник        | Оценка          |
| --------------- | --------------- |
| Sputnikmusic    | [ 1 ]           |
| Metal Injection | [ 2 ]           |

Альбом получил положительные отзывы от музыкальных критиков. Рецензент Sputnikmusic оценил альбом в 3.5 балла из 5 и написал, что Further Still бодрит и доставляет удовольствие, но это альбом, который лучше слушать, чем запоминать. Кевин Стюарт-Панко из Metal Injection пишет: «гитары жужжат, барабаны напоминают торнадо, а вокал резкий, но чистый, пронизанный скрежетом».

## Список композиций
| №                   | Название             | Длительность |
| ------------------- | -------------------- | ------------ |
| 1.                  | «The Trench»         | 5:10         |
| 2.                  | «Down Here»          | 3:48         |
| 3.                  | «Crux»               | 3:57         |
| 4.                  | «Listless»           | 4:17         |
| 5.                  | «Dolorous Interlude» | 3:52         |
| 6.                  | «My Shroud»          | 6:23         |
| 7.                  | «Sword Swallower»    | 4:20         |
| 8.                  | «Vestiges»           | 5:03         |
| 9.                  | «A Faraway Place»    | 6:53         |
| Общая длительность: | Общая длительность:  | 43:43        |

## Участники записи
- D. — бас-гитара
- H. — ударные
- B. — вокал
- M. — гитара